# 馬雅科夫斯基站 (聖彼得堡地鐵)
馬雅科夫斯基站（羅馬化：Mayakovskaya）是聖彼得堡地鐵涅瓦－瓦西利島線的一個車站，開通於1967年11月3日。車站名稱取自於蘇聯詩人弗拉基米爾·弗拉基米羅維奇·馬雅可夫斯基。